# Gabriel Cardoso
Gabriel Cardoso (Arco de São Jorge, Ilha da Madeira, 15 de Março de 1943 — Lisboa, 8 de Fevereiro de 2000), de nome completo Gabriel Faustino de Abreu Cardoso, foi um cantor português de música ligeira.

## Biografia
Gabriel Cardoso nasceu a 15 de Março de 1943 em Arco de São Jorge, concelho de Santana, na Ilha da Madeira.
Era filho do maestro e fundador da banda local. Cecília Cardoso, sua irmã, também foi uma cantora conhecida com vários discos gravados. Gabriel Cardoso foi um dos fundadores, no final da década de 1950, do primeiro "conjunto de estudantes" da Madeira.
Em Janeiro de 1967, pela mão do maestro Melo Pereira foi lançado no programa Lugar Aos Novos da RTP. Lançou nesse ano o EP "Como um Calhau Rolado".
Em 1968 participou no programa Riso e Ritmo, de Francisco Nicholson e Armando Cortez. Também fez parte do elenco da revista Pois, Pois..., no Teatro Variedades, no Parque Mayer, juntamente com Ivone Silva, Raul Solnado, etc..
Venceu o título de "Rei da Rádio" de 1971.
Na década de 1980 foi director artístico da discoteca "Monte Carlo" (que mais tarde se denominaria "Loucuras") em Lisboa.
De Carlos Paião gravou os temas "Tímido" e "Engarrafamento".
Com produção de Toy gravou o single Viver a Cantar 25 Anos.
Entre as suas canções mais conhecidas encontram-se "Eu Estou Só", "É Bom Bom", "Vamos à Lua", "Estrada Minha Verdade", "Ericeira", "Festival do Amor", "Cigano", "Moreninha, Moreninha", "Oh Meu Amor", "Limão", "Emigrante" e "Miragem".
Gabriel Cardoso morreu no dia 8 de Fevereiro de 2000, aos 56 anos, vítima de doença infecto-contagiosa.

## Discografia
- Como Um Calhau Rolado (EP, Alvorada, 1967) 601041[4]
- A Mais Bela (EP, Alvorada, 1969) 601124[5]
- Eu Já Não Creio (EP, Alvorada) 601223[6]
- Estrada Minha Verdade (EP, Alvorada, 1971) 601276[7]
- De Dia Para Dia / É Inútil / Quem Manda Neste Mundo É O Dinheiro / Poema A Meu Irmão (EP, Alvorada)
- Festival Do Amor / Ao Meu Amor (Single, Alfabeta, 1970)[8]
- Cigano / Vão As Nuvens Vem o Sol (Single, Estúdio)[9]
- Vamos Sorrir e Cantar / Amiga Dê Tempo Ao Tempo (Single, Estúdio/Mundusom)[10]
- Ericeira / Custa a Crer (Single, Alvorada)
- Canto Estes Dias Felizes / Limão (Single, Metro-som)[11]SING-144- SP
- Moreninha (CD, Metro Som) 18-P
- Tu Sabes / Um certo Outono (Single, Lusosom)[12] SG-511
- Oh Meu Amor / Engarrafamento (Single, Edisom, 1982)
- Tímido / Aleluia Para o Sonho (Single, Ovação, 1985)
- Emigrante / Miragem (Single, Discossete, 198)[13]
- Viver a Cantar 25 Anos / Sonho Por Sonho (Single, Clave)[14]